# Im Werden
 (décembre 2020).
Im Werden (en allemand : En Devenir) est une bibliothèque électronique à but non lucratif. Son site, en russe, propose de nombreuses œuvres d'écrivains russes à télécharger, mais aussi des traductions en russe d'œuvres étrangères (françaises notamment), parfois bilingues, ainsi que des fichiers audio.
Im Werden a été fondé à Moscou en 1988.